# شش ولایت ارمنی

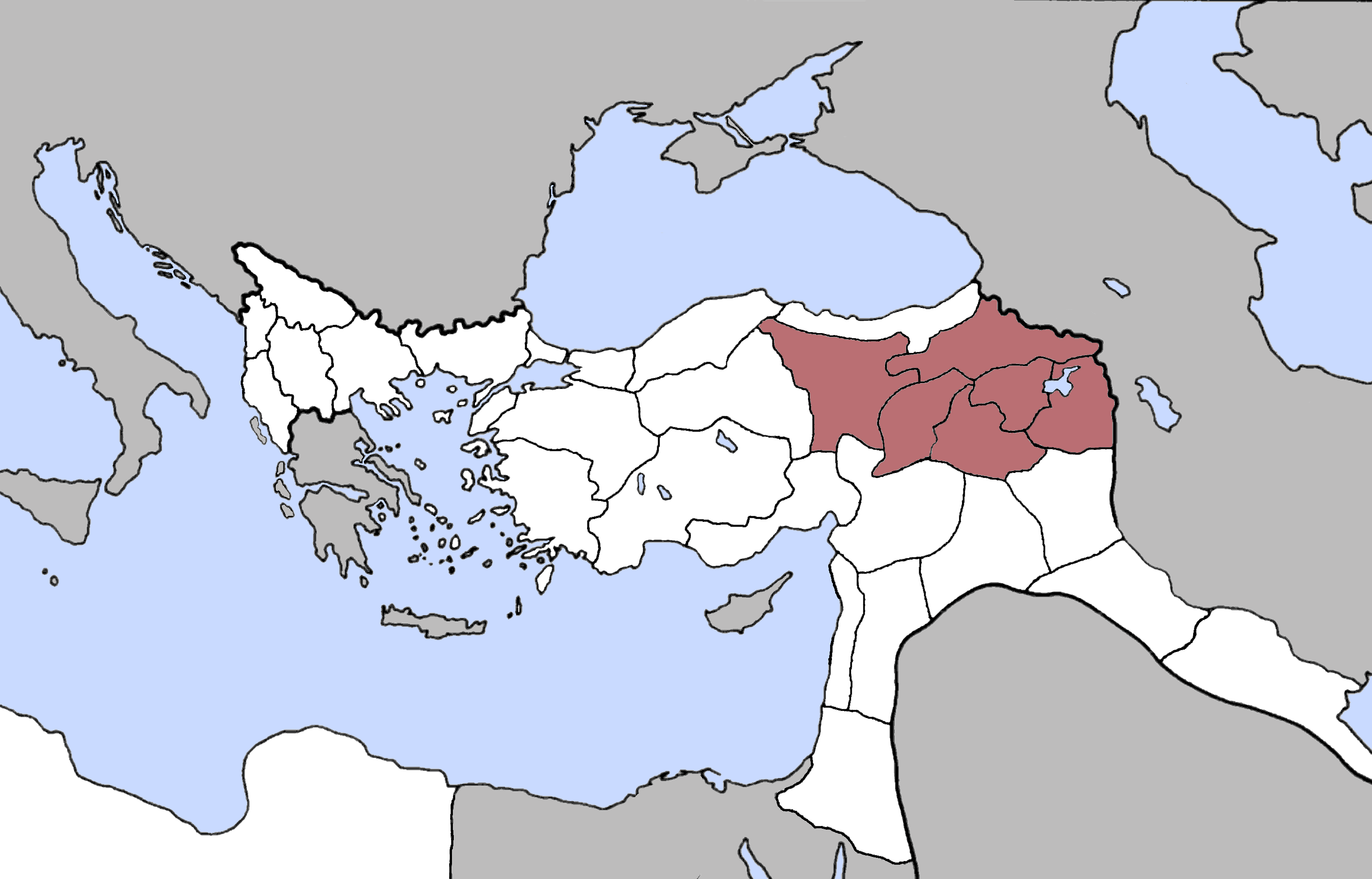
شش ولایت ارمنی اوایل قرن بیستم

شِش ولایت ارمنی ترکیه یا شِش استان ارمنی‌نشین ترکیه (به زبان انگلیسی Six vilayets یا Six provinces - به زبان ترکی عثمانی ولایت سته)، شهرهای باستانی و تاریخی ارمنستان می‌باشند که بعد از نبردهای طولانی بین امپراتوری عثمانی و حکومت صفویان در اوایل قرن هفدهم، قسمت غربی ارمنستان تحت سلطهٔ عثمانی و قسمت شرقی آن به حکومت صفوی رسید.

## فهرست
1. ولایت وان
2. ولایت ارزروم
3. ولایت معمورةالعزیز
4. ولایت بیتلیس
5. ولایت دیاربکر
6. ولایت سیواس

## تاریخ
ساختار اداری ارمنستان غربی متأثر از تشکیلات سیاسی، اقتصادی و اجتماعی امپراتوری عثمانی دستخوش تحولات فراوانی شد و وضعیت خاصی برای ساکنان این سرزمین به‌وجود آمد. بر اساس این تغییرات سرزمین ارمنستان غربی به پاشانشین‌های مختلفی تقسیم و در رأس تمامی این تقسیم‌ها فردی با عنوان پاشا تعیین شد که مسئولیت ادارهٔ این بخش‌ها را به‌طور رسمی بر عهده می‌گرفت.
بر مبنای این تقسیم‌ها از نیمهٔ نخست سده ۱۹ (میلادی) تا ۱۸۳۰م شهرها و روستاهای ارمنستان غربی و برخی شهرهای ارمنی‌نشین در محدودهٔ پاشانشین‌های ارزروم، دغوبایزید، قارص، وان، دیاربکر، قیصریه، سیواس و آخالتسیخه قرار می‌گرفت و برخی مناطق ارمنی‌نشین نیز در حدود پاشانشین ترابوزان واقع می‌شد.
شهرها و روستاهای ارمنی‌نشین کیلیکیه (پادشاهی ارمنی کیلیکیه) نیز درمحدودهٔ پاشانشین‌های آدانا و قهرمان‌مرعش قرار گرفتند.
این تقسیم‌ها از ۱۸۳۶م به بعد تا پایان قرن نوزدهم میلادی با تغییر و تحولات فراوانی همراه بود. پاشانشین‌ها به ولایت‌ها تبدیل شدند و در محدودهٔ جغرافیایی آن‌ها تغییراتی به وجود آمد که بارها حدود مرزهای نواحی مختلف ارمنستان غربی، اعم از شهرها و روستاها، را در محدودهٔ ولایت‌های مختلف تغییر داد. بر اساس منابع تاریخی درسال‌های نخست قرن نوزدهم میلادی در ارمنستان غربی و برخی از نواحی هم جوار آن حدود چهل شهر ارمنی‌نشین وجود داشته که بخشی از جمعیت ارمنیان غرب را در خود جای می‌داده‌است. ظاهراً، تعداد شهرها در نیمهٔ دوم این سده تغییری نیافته لیکن شمار جمعیت ارمنی ساکن در برخی از این شهرها با نوسان رو به رو بوده و به دلایلی کم یا زیاد شده‌است.

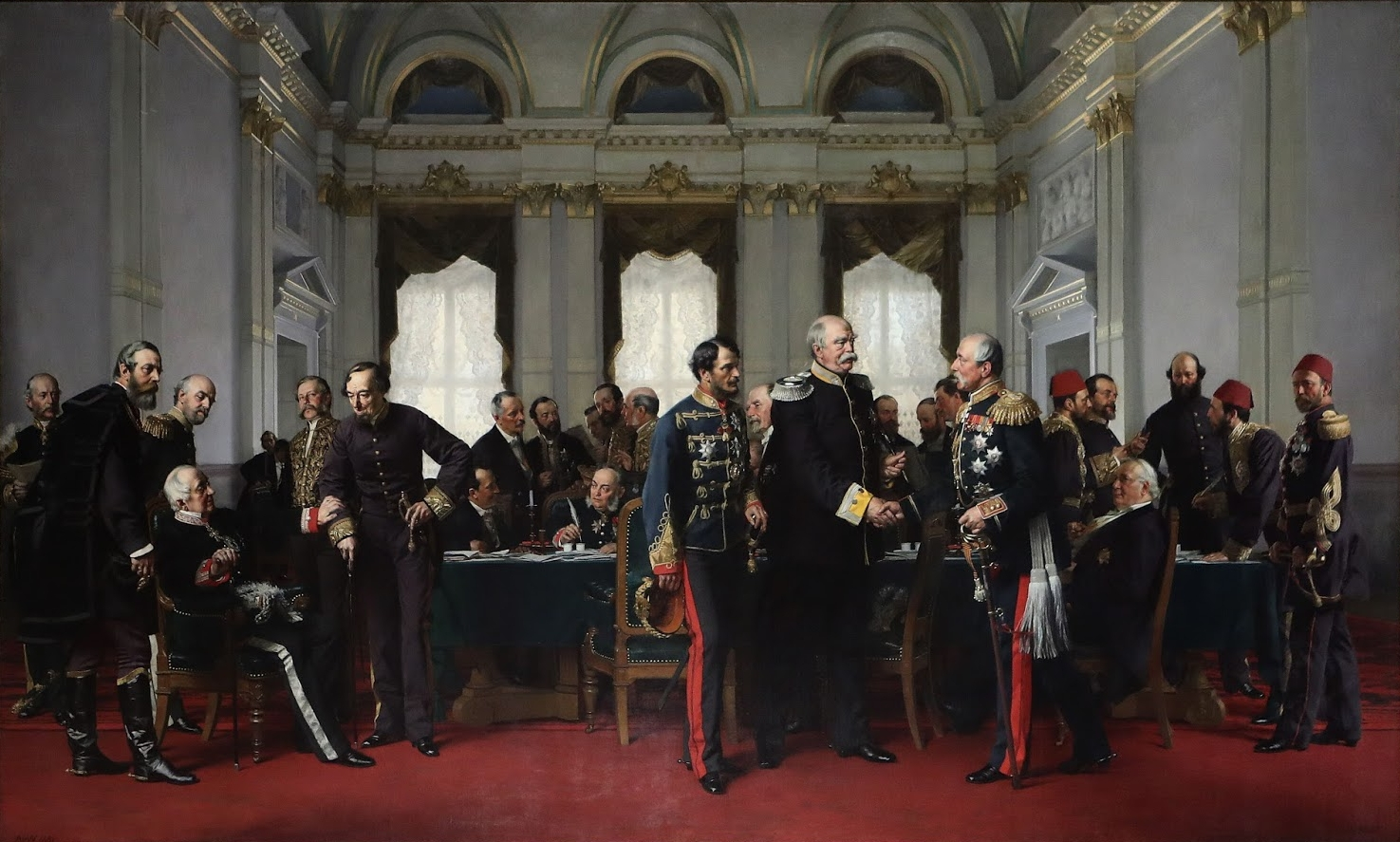
بررسی پیمان برلین ماده ۶۱

وقتی معاهده برلین در ۱۳ ژوئیه ۱۸۷۸ پس از یک ماه مذاکره به امضاء رسید مهم‌ترین تغییراتی که از نظر مسئله ارمنستان در قرارداد سان استفانو داده شد به شرح ذیل بود:
در وهله اول، روسیه می‌بایست به باطوم و اردهان و قارص اکتفا کند و از تصرف بایزید و الشگرد چشم بپوشد. از طرف دیگر ماده ۱۶ قرار داد سان استفانو مربوط به انجام اصلاحات در مناطق ارمنی‌نشین تبدیل به ماده ۶۱ معاهده برلین شد و به شرح زیر تغییر یافت:
«بابعالی متعهد می‌شود اقدامات مربوط به بهبودها و اصلاحاتی را که احتیاجات محلی ایالات ارمنی‌نشین اقتضاء می‌کند بی‌درنگ به مرحله اجرا درآورد و امنیت آنان را در برابر چرکسها و کُردها تضمین نماید. بابعالی متعهد است که هر چند وقت یک بار نتیجه اقداماتی را که در این زمینه معمول می‌دارد به دولتهایی که ناظر بر اجرای آن هستند اطلاع دهد.»
ویژگی این ماده در مقایسه با ماده مشابه آن در قرارداد سان استفانو در این نکته است که اصلاحات مورد نظر لازم نشده‌است حتماً (پیش از تخلیه مناطق اشغالی به وسیله قوای روس بلکه پس از عقب‌نشینی آنان صورت بگیرد) و مسلماً در این مورد اشتباه فاحشی روی داد. از طرف دیگر ماده مورد بحث به تعهد دولت عثمانی دایر به اجرای اصلاحات جنبه یک تعهد بین‌المللی می‌داد که زیر نظارت همه دولتهای بزرگ قرار می‌گرفت.

## سیاست عثمانی
در ۱۸۶۳ دولت عثمانی فرمانی صادر کرده بود که به موجب آن به ارمنی‌ها آزادیهایی در چهارچوب تنظیمات (خط همایون) می‌داد.
زمامداران عثمانی به ویژه در وجود ارمنیان تهدیدی نسبت به تمامیت ارضی کشور خود می‌دیدند، و ارمنستان به نظرشان بلغارستان دومی می‌آمد که می‌بایست به موقع کلکش را بکنند. از ۱۸۷۸ ببعد تمام سیاست عثمانی بیشتر در اطراف این نقشه دور می‌زد که پایه‌های خودمختاری آتی ملت ارمنی را خراب کند، و این کار را با تقلیل عمدی نفوس ارمنیان و تبدیل به یک اقلیت نژادی بسیار ناچیز انجام دهد.
یکی از نخستین کارهای دولت عثمانی در اجرای آن نقشه دستکاری ارضی در شهرستان‌های ارمنی‌نشین بود. مرزهای تازه به نحوی تعیین شد که از اهمیت نسبی عنصر ارمنی می‌کاست. با جداکردن اراضی ارمنی‌نشین به اجبار و با الحاق زمین‌های تازه‌ای به آن‌ها که مسلمانان در آن‌ها اکثریت داشتند دولت عثمانی موفق شد ساختار نژادی بسیاری از ولایات ارمنی‌نشین را تغییر دهد.
دولت نامبرده برای نیل به این هدف به روش‌های زیر متوسل گردید:
"بدواً" دولت قسطنطنیه عشایر چادرنشین کُرد را که در جنوب جبال توروس ساکن بودند تحریک کرد به مناطق موش و وان و ارزروم بیایند و در اراضی متعلق به ارمنیان مستقر شوند، کاری که موجب شد در بسیاری از موارد از صاحبان ارمنی آن اراضی سلب مالکیت شود و از خانه و کاشانه خود رانده شوند.
این تهاجم کُردان به ارمنستان که در دوره‌های پیش هم به وسیله تُرکان تشویق شده بود از ۱۸۷۷ ببعد مداومت و شدت بیشتری پیدا کرد، چنان‌که عده کُردهایی را که در فاصله بین سال‌های ۱۸۷۷ و ۱۹۱۴ در مناطق (موش و وان و ارزروم) ساکن شدند به حدود یکصد هزار نفر تخمین می‌زنند. بدین گونه تیلر کنسول انگلیس در ارزروم گزارش می‌داد که تقریباً" همه کُردهای این ولایت اصلاً" اهل دیاربکر بوده‌اند".
باکستن در کتاب (سفرها و سیاست‌ها در ارمنستان) خود می‌نویسد:
«تُرکان معتقد بودند که اگر کُردها از لحاظ مالیات دهی و حتی به عنوان سرباز هم قابل استفاده نباشند لااقل می‌توانند از آنان برای تصرف آن سرزمین بیگانه نشین که ارمنستان باشد استفاده کنند. هر چند سطح فرهنگ کُردها پایین‌تر از سطح فرهنگ ترک‌ها است، مع‌هذا ممکن است برای از بین بردن ارمنیان که تُرکان نمی‌توانند برتری تحول آنان را تحمل کنند مورد استفاده واقع شوند.»
نتیجه مسلم این اقدام مسلح کردن کُردان به حد افراط دادن جنبه قانونی به کشتار ارمنیان (کشتار حمیدیه) و دادن ترتیب منظمی به عملیات رفع تصرف از اراضی ملکی ارمنیان و تحلیل بردن جمعیت ارمنیان بود.
بنابراین عثمانی همچنان به سیاست ضد ارمنی خود از طریق سرگرم کردن اروپا با تضمین‌های بی‌اساس و با قرار دادن معاذیر دیپلماسی کهنه خود در برابر سرزنش‌های قدرت‌های بزرگ ادامه داد. همچنین زمامداران ترکیه در طول این مدت دستبکار تقلب‌های آماری بودند به منظور اینکه نفوس ارمنیان را در شهرستان‌های ارمنستان به صورت یک اقلیت ناچیز جلوه بدهند.
تا وقتی که مسئله ارمنستان مطرح نشده بود تخمین‌های نفوس و آمارهای رسمی عثمانی در مورد جمعیت امپراتوری نفوس زیادی برای ارمنیان قایل بود. برهمین مبنا کتاب رسمی ترکی اثر صلاح الدین بیگ ساکنان ارمنی امپراتوری عثمانی را در ۱۸۶۷م به ۲۴۰۰۰۰۰ نفر تخمین می‌زد. لیکن همینکه مسئله ارمنستان بر اثر جنگ ۱۸۷۸–۱۸۷۷ مطرح گردید دولت عثمانی در آمارهای ساختگی خود به کم کردن نفوس ارمنیان علاقه عجیبی نشان داد.
در حین مذاکرات سال ۱۸۸۰ با قدرت‌های بزرگ صدراعظم عثمانی عابدین پاشا نفوس شش ولایت ارمنی‌نشین امپراتوری یعنی ارزروم، وان، بتلیس، دیاربکر، خارپرت و سیواس را که بعداً" آدانا و ترابزون را نیز به آن‌ها افزود به ۳۶۲۰۰۰۰ نفر مسلمان، شامل ترک و کُرد و عرب در برابر ۷۲۷۰۰۰ ارمنی و ۲۸۳۰۰۰ نفر مسیحی مانند آشوری‌ها و یونانیان عرضه کرد.
این تقلب آماری، دولت عثمانی که همیشه مراقب بود که آمارهای خود را به مقتضای منظوری که داشت تنظیم کند.
ارزیابی‌های انجام شده به وسیله غربی‌هایی که به خوبی با وضع کشور ترکیه آشنا بوده‌اند نتایجی کاملاً مغایر با آنچه خود ترک‌ها نوشته و گفته‌اند به دست داده‌است.

## ترکیب جمعیتی
- جمعیت ارمنی‌های عثمانی[یادداشت ۵]

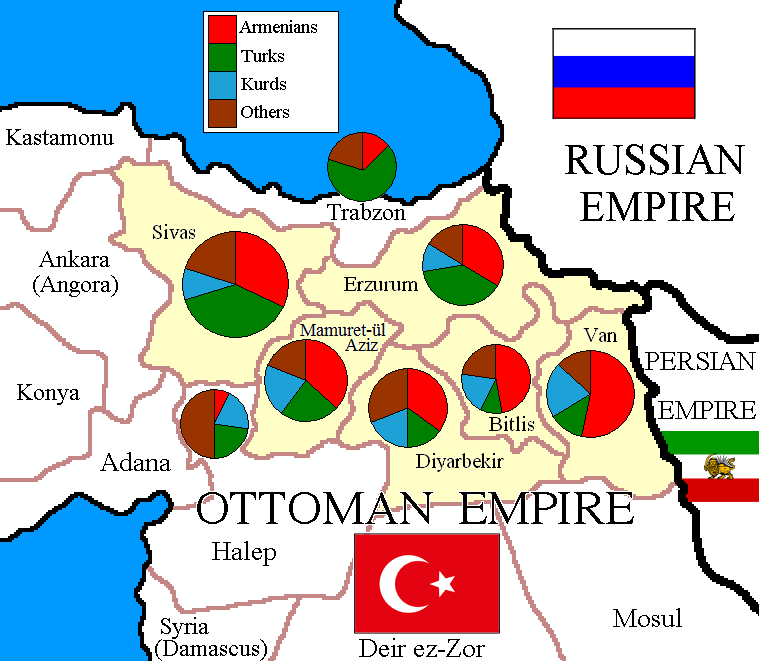
موقعیت و جمعیت شش ولایت ارمنی بر اساس گفته‌های اسقف ارمنی قسطنطنیه در سال ۱۸۸۲م، جمعیت ارمنیان شش ولایت ارمنی را ۱٬۶۳۰٬۰۰۰ نفر تخمین زده شده‌است

ترکیب جمعیتی ارمنیان بر طبق آمار پاتریارک وارجابدیان: «ارزروم ۲۸۰٬۰۰۰، وان ۴۰۰٬۰۰۰، بیتلیس ۲۵۰٬۰۰۰، الازیغ ۲۷۰٬۰۰۰، سیواس ۲۸۰٬۰۰۰ نفر.»
ژان هنری مورخ فرانسوی جمعیت ارمنیان در دولت عثمانی را ۲٬۴۰۰٬۰۰۰ نفر برآورد کرده‌است، ۲٬۰۰۰٬۰۰۰ نفر در شش ولایت شرق ترکیه و مابقی آن در قسطنطنیه زندگی می‌کردند.
ساموئل کوکس سفیر آمریکا در قسطنطنیه بین سال‌های ۱۸۸۰ تا ۱۸۸۶ جمعیت ارمنیان در امپراتوری عثمانی را ۲٬۴۰۰٬۰۰۰ نفر ذکر کرده‌است.
پروفسور جاستین مک‌کارتی در کتاب (مسلمانان و اقلیتها) مهاجرین ارمنیان از ارمنستان غربی به کشورهای دیگر را ۸۱۰٬۸۸۰ نفر تخمین زده‌است.
بر اساس سند وزارت امور خارجه آمریکا جمعیت کل ارمنیان جهان در سال ۱۹۲۲ را ۵٬۰۰۴٬۰۰۰ نفر تخمین زده شده‌است و در این آمار قید شده‌است که در طول کشتار ارمنیان از ۱۸۹۴م تا ۱۹۲۱م، ۸۱۷٬۸۷۳ نفر مجبور به مهاجرت و فرار از ارمنستان غربی به کشورهای دیگر شدند.
«جمعیت ارمنیان در قسطنطنیه و منطقه آناتولی ۲۸۱٬۰۰۰ نفر، در اولین جمهوری ارمنستان ۱٬۲۰۰٬۰۰۰ نفر، در گرجستان ۴۰۰٬۰۰۰ نفر، در جمهوری آذربایجان ۳۴۰٬۰۰۰ نفر، در روسیه و مناطق دیگر قفقاز ۲۵۵٬۰۰۰ نفر، در ایران ۵۰٬۰۰۰ نفر، در هند و آسیای شرق و استرالیا ۱۲٬۰۰۰ نفر، در کشورهای عربی مانند سوریه، مصر، فلسطین ۱۳۲٬۰۰۰ نفر، در اروپا ۲۰۶٬۰۰۰ نفر، در قاره آمریکا ۱۲۸٬۰۰۰ نفر تخمین زده شده‌است.»

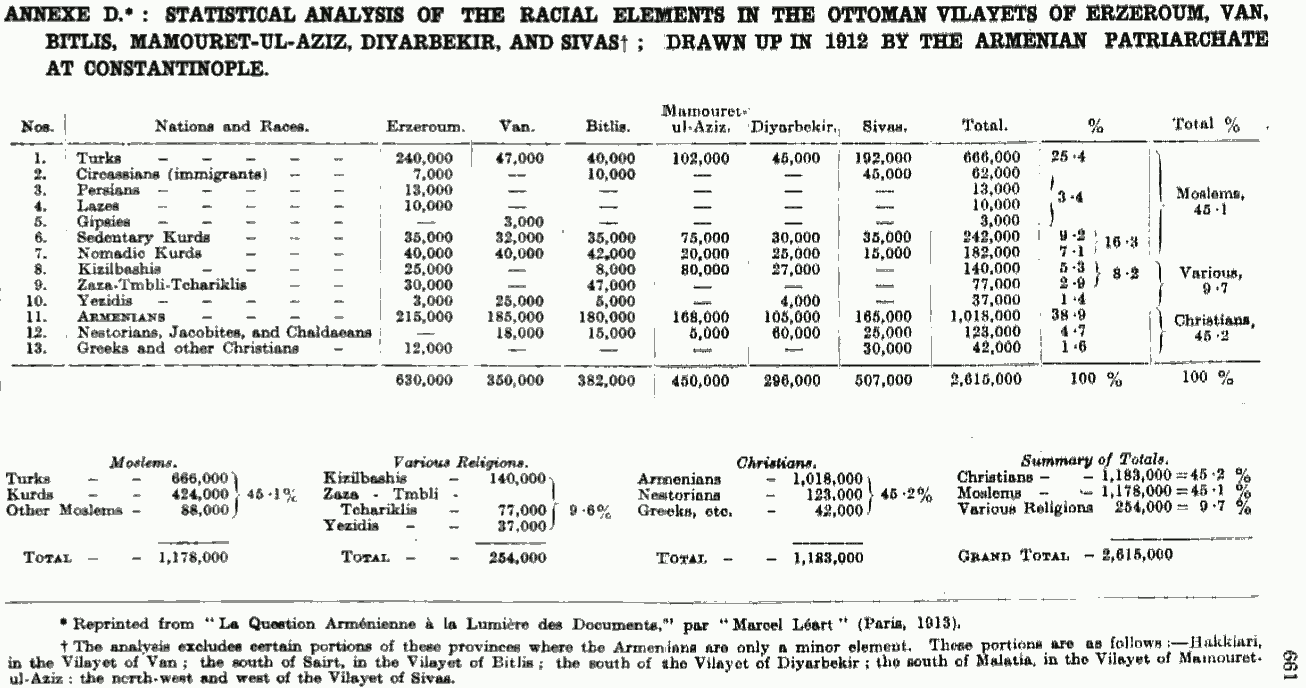
سرشماری جمعیت ارمنستان غربی بر اساس داده‌های آرنولد جی. توینبی

کتاب رسمی تُرکی اثر (صلاح الدین بیگ) در نمایشگاه بین‌المللی تاریخ، در فرانسه ساکنان شرق امپراتوری عثمانی را در ۱۸۶۷م را این گونه نوشته‌است:
«۱٬۹۰۶٬۰۰۰ نفر در (وان، ارزروم، خارپرت و منطقه کردوئنه) زندگی می‌کردند که ۱٬۳۰۰٬۰۰۰ نفر ارمنی، ۶۰٬۰۰۰ نفر دیگر اقوام مسیحی، ۵۴۶٬۰۰۰ نفر تُرک، کُرد، تُرکمن، چرکس و غیره بودند.»
ویتال کوینت، جغرافیدان فرانسوی در کتاب (ترکیه آسیایی، موقعیت جغرافیایی وآمار)، به بررسی مناطق و تعداد جمعیت ساکنین تحت کنترل امپراتوری عثمانی پرداخت ولی به دلایل زیر موفق به تکمیل کردن تحقیق خود نشد. «۱:محدودیت‌های اعمال شده توسط مقامات ترکیه تحقیقات او ناتمام ماند. ۲:به دلیل عدم کنترل مقامات ترکیه برای استانهای دورتر، برای تکمیل کردن تحقیقات خود غیرممکن بود.»
کتاب ویتال کوینت، منتقدانی هم داشته و منتقدان کتاب ویتال کوینت، ادعا می‌کردند آمار تهیه شده توسط او آمار درستی نمی‌باشد. ویتال کوینت جمعیت ارمنی‌های شرق آناتولی را در سال ۱۸۹۱–۹۲ را ۸۴۰٬۰۰۰ نفر و کل جمعیت ارمنیان را ۱٬۴۷۵٬۰۱۱ نفر برآورد کرده‌است.
ویتال کوینت در تحقیقات مستقل خود ارمنیان شش ولایت را در سال ۱۹۱۴م ۱٬۴۷۵٬۰۰۰ نفر برآورد کرده‌است.
پروفسور آلمانی هرمان وامبری، جمعیت ارمنیان شش ولایت را در سال ۱۸۹۶، ۱٬۱۳۰٬۰۰۰ نفر برآورد کرده‌است.
هنری لینچ، محقق انگلیسی جمعیت ارمنیان شش ولایت را در سال ۱۹۰۱، ۱٬۳۲۵٬۰۰۰ نفر برآورد کرده‌است. هنری لینچ به مانند جغرافیدان فرانسوی ویتال کوینت تحت فشار شدید مقامات دولت عثمانی قرار داشت. دولت عثمانی سعی داشته‌است که با فریب دادن هنری لینچ مناطقی که ارمنیان و مسلمانان در کنار هم زندگی می‌کردند ارمنیان آن مناطق را هم به عنوان مسلمان شمارش قرار بگیرند.
مارسل لیرت مورخ فرانسوی جمعیت ارمنیان آناتولی شرق را در سال ۱۹۱۲م این گونه سرشماری کرده‌است: «ارمنی‌ها در ارزروم ۲۱۵٬۰۰۰ نفر در مقابل تُرکها ۲۴۰٬۰۰۰ نفر، ارمنی‌ها در وان ۱۸۵٬۰۰۰ نفر در مقابل تُرکها ۴۷٬۰۰۰ نفر، ارمنی‌ها در بیتلیس ۱۸۰٬۰۰۰ نفر در مقابل تُرکها ۴۰٬۰۰۰ نفر، ارمنی‌ها در خارپرت ۱۶۸٬۰۰۰ نفر در مقابل تُرکها ۱۰۲٬۰۰۰ نفر، ارمنی‌ها در دیاربکر ۱۰۵٬۰۰۰ نفر در مقابل تُرکها ۴۵٬۰۰۰ نفر، ارمنی‌ها در سیواس ۱۶۵٬۰۰۰ نفر در مقابل تُرکها ۱۹۲٬۰۰۰ نفر می‌باشند در مجموع ارمنیان در شش ولایت ۱٬۰۱۸٬۰۰۰ نفر و تُرکها ۶۶۶٬۰۰۰ نفر برآورد شده‌اند. در این آمار قزلباش ۱۴۰٬۰۰۰ نفر، کُردها ۴۲۴٬۰۰۰ نفر، مردم زازا ۷۷٬۰۰۰ نفر، یزیدیان ۳۷٬۰۰۰ نفر برآورد شده‌اند.»
سرشماری جمعیت ارمنستان غربی بر اساس داده‌های آرنولد جی. توینبی در سال ۱۹۱۲م.
| گروه‌های نژادی | بتلیس   | دیاربکر | ارزروم  | الازیغ  | سیواس   | وان     | مجموع     | %    |
| ارمنیان | ۱۸۰٬۰۰۰ | ۱۰۵٬۰۰۰ | ۲۱۵٬۰۰۰ | ۱۶۸٬۰۰۰ | ۱۶۵٬۰۰۰ | ۱۸۵٬۰۰۰ | ۱٬۰۱۸٬۰۰۰ | ۳۸٫۹ |
| ترکها، ۱ | ۴۸۰۰۰   | ۷۲٬۰۰۰  | ۲۶۵٬۰۰۰ | ۱۸۲٬۰۰۰ | ۱۹۲٬۰۰۰ | ۴۷٬۰۰۰  | ۸۰۶٬۰۰۰   | ۳۰٫۸ |
| کردها، ۲ | ۷۷٬۰۰۰  | ۵۵٬۰۰۰  | ۷۵٬۰۰۰  | ۹۵٬۰۰۰  | ۵۰٬۰۰   | ۷۲٬۰۰۰  | ۴۹۹٬۰۰۰   | ۱۹٫۱ |
| اقوام دیگر، ۳ | ۳۰٬۰۰۰  | ۶۴٬۰۰۰  | ۴۸٬۰۰۰  | ۵٬۰۰۰   | ۱۰۰٬۰۰۰ | ۴۳٬۰۰۰  | ۲۹۰٬۰۰۰   | ۱۱٫۱ |
| مجموع | ۳۸۲٬۰۰۰ | ۲۹۶٬۰۰۰ | ۶۳۰٬۰۰۰ | ۴۵۰٬۰۰۰ | ۵۰۷٬۰۰۰ | ۳۵۰٬۰۰۰ | ۲٬۶۱۵٬۰۰۰ | ۱۰۰  |
| 1 شامل قزلباش 2 شامل مردم زازا 3 آشوری‌ها (نسطوری، کلیسای کلدانی), چرکس، مردم یونانی، ایزدیان، فارسی‌زبانان، لازها، کولی |         |         |         |         |         |         |           |      |

## شش ولایت ارمنی ترکیه
شِش ولایت (تقسیمات کشوری) ارمنی ترکیه شامل:
- شهر یا ولایت وان

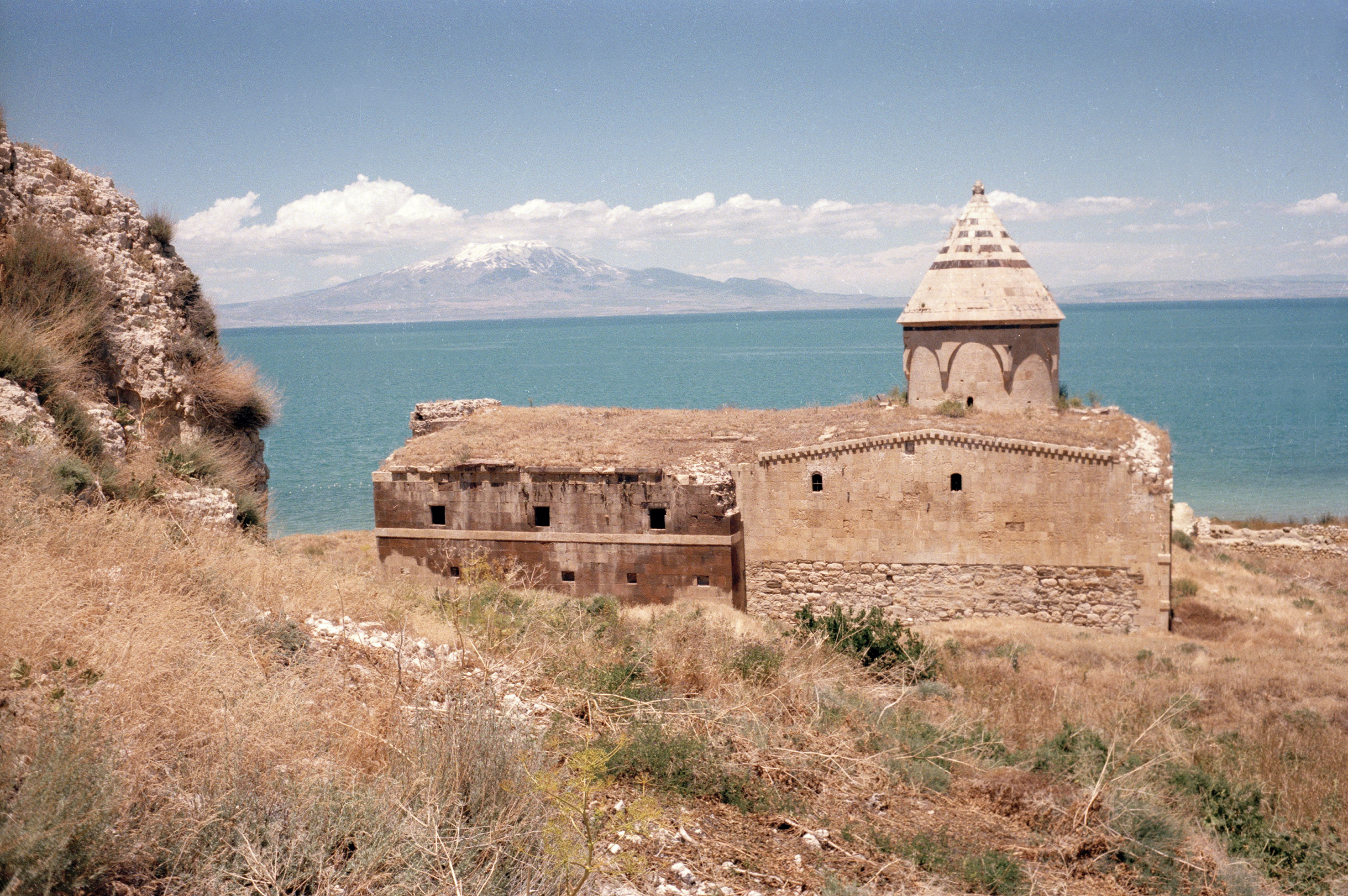
دیر کِدودز، به لاتین Ktuts به معنی منقار، در منطقه واسپوراکان متعلق به قرن پانزدهم

واسپوراکان موقعیت جغرافیائی آن در ارمنستان غربی در اطراف دریاچه وان و شهر وان ترکیه امروزی می‌باشد. واسپوراکان هشتمین ایالت ارمنستان بزرگ که بعدها به پادشاهی مستقلی به نام پادشاهی واسپوراکان در قرون وسطی تبدیل شد.
- شهر یا ولایت ارزروم[۵۲]

شهر کارین یا ارزروم در متون تاریخی به صورت ارض روم، ارزهٔ الروم و ارزنهٔ الروم نیز آمده‌است.
از لحاظ رونق و شکوفایی اقتصادی در میان شهرهای ارمنستان غربی می‌توان رتبهٔ نخست را برای شهر کارین در نظر گرفت، شهری که دارای قلعه‌ها و استحکامات متعددی بود که از گذشته‌های دور نقش حفاظتی برای آن داشت.
در نیمهٔ نخست قرن نوزدهم میلادی بیشترین جمعیت ارمنیان شهرنشین را در خود جای داده بود.
ارمنیان کارین بخش اعظمی از تجارت و صنعت این شهر را در انحصار خود داشتند و نقش مؤثری در روابط اقتصادی حاکم بر آن ایفا می‌کردند.
متعاقب جنگ‌های روس و عثمانی و در فاصلهٔ ۱۸۲۹–۱۸۳۰م بخش اعظمی از جمعیت ارمنی این شهر ناگزیر به ارمنستان شرقی یا گرجستان مهاجرت کردند. این امر سبب شد تا اقتصاد کارین تضعیف شود.
- شهر یا ولایت الازیغ[۵۴]

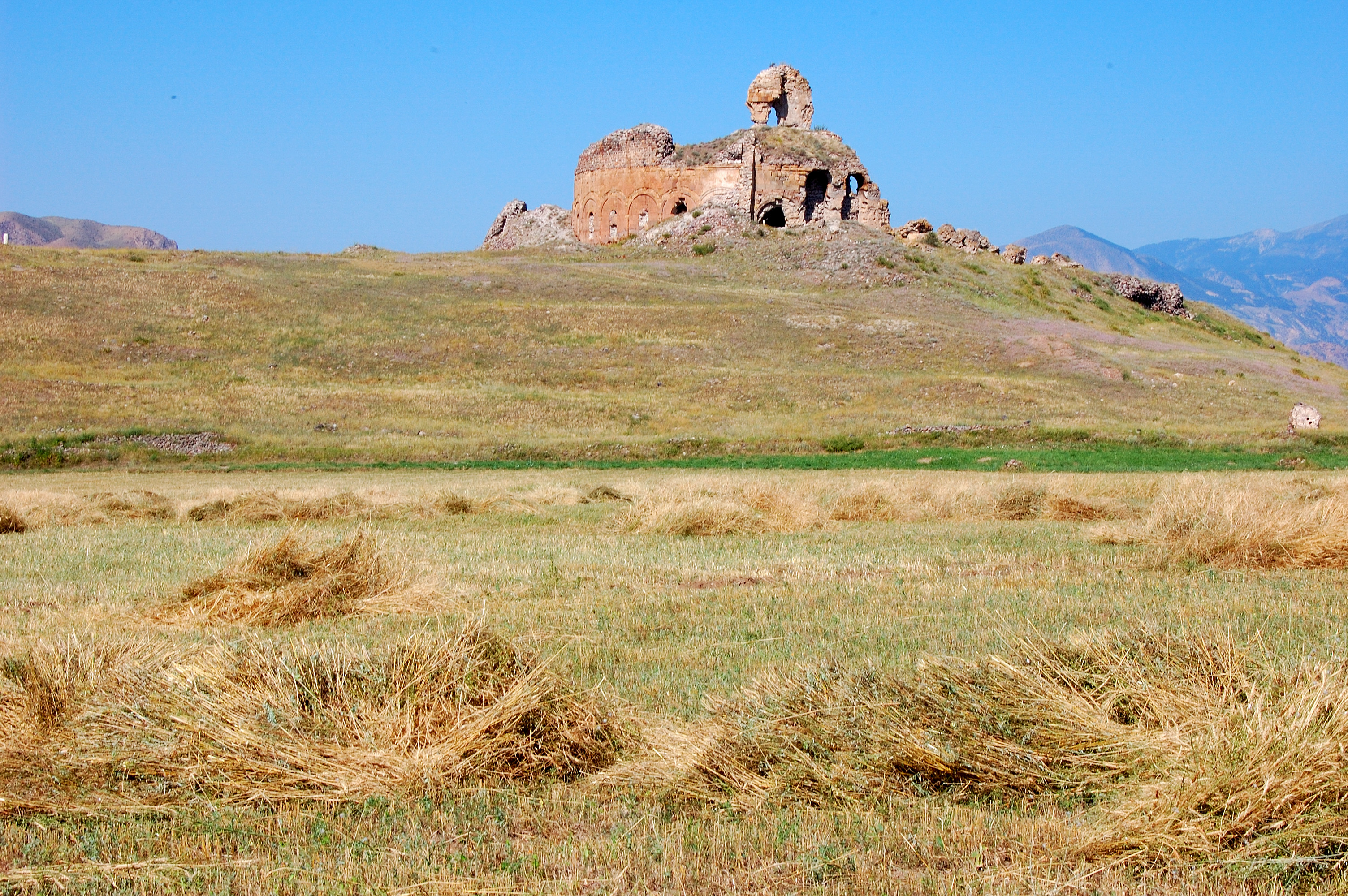
دیر بانا یا باناک در ارزروم متعلق به قرن ششم میلادی

نام اصلی شهر خاربرد یا خارپرت بوده به معنی (قلعه سنگی) می‌باشد.
هنر مسگری یکی از مهم‌ترین مشاغل ارمنیان ساکن این شهر محسوب می‌شد و تولید انواع اشیاء و ظروف آشپزخانه که حکاکی‌های زیبایی بر روی آن‌ها نقش بسته بود از هنرهای مختص استادان مسگر اهل خاربرت محسوب می‌شد.
آهنگری نیز یکی از مهم‌ترین حرفه‌های رایج در این شهر بود و به حدی شهرت داشت که نام برخی از استادان آن، که از تبحر و مهارت خاصی در این حرفه برخوردار بودند.
پارچه بافی نیز از حرفه‌های رایج در میان ارمنیان ساکن در خاربرت بود که کارگاه‌های متعددی در این شهر داشت.
در سال‌های پایانی قرن نوزدهم میلادی، کارخانه‌ای نیز به دست یکی از خانواده‌های ثروتمند ارمنی احداث شد که بیش از یک صد کارگر را از میان ساکنان ارمنی شهر جذب کرد.
- شهر یا ولایت بتلیس[۵۶]

نام اصلی شهر آغزنیک می‌باشد که یک نام ارمنی است. در متون ارمنی، با موضوع جغرافیای تاریخی به صورت باقاقش یا باقش نیز ذکر شده و در منابع عثمانی به صورت بیدلیس و بیتلیس نیز آمده‌است.
- شهر یا ولایت سیواس

سیواس در گذشته و در متون تاریخی یونانی، رومی و ارمنی سباستیا نامیده می‌شده. در مورد تاریخ دقیق تغییر نام شهر اطلاع چندانی در دست نیست ولی آنچه مسلم است نام آن از قرن سیزدهم میلادی، در متون تاریخی، با عنوان سیواس آمده و در تقسیمات امپراتوری عثمانی و به‌طور دقیق، در ۱۸۶۴م، استانی به نام سیواس با مرکزیت این شهر تشکیل شد.
سرشماری۱۹۱۴م کارگزاران دولت عثمانی نشان می‌دهد که در این تاریخ اکثر جمعیت ارمنی ساکن سیواس کاتولیک مذهب بوده‌اند. مکتب کاتولیک در ۱۸۵۸م رسماً از سوی برخی ارمنیان ساکن سیواس به منزلهٔ مذهب رسمی پذیرفته و به تدریج، بر تعداد پیروان آن افزوده شد.
نخستین نشانه‌های موجود از حیات سیواس به سده ۱ (پیش از میلاد) بازمی‌گردد. در این زمان، شهر در قلمرو حکومت کاپادوکیه بود و کاپارا نامیده می‌شد اما پس از مدتی به تصرف پُنتوس‌ها درآمد و مهرداد، از پادشاهان پنتوس، استحکامات نظامی، قلعه‌ها و ساختمان‌های متعددی در آن بنا کرد.
رونق و شکوفایی این شهر سبب شد تا مورد توجه رومیان قرار گیرد و خیلی زود، پمپئوس آن را تصرف کرد. کاپارا در دوران سلطهٔ او بسیار رونق یافت و به تئوسوپولیس تغییر نام داد اما اندکی بعد ملکهٔ پُنتوس برای حمایت هرچه بیشتر این شهر از آماج تهاجمات رومیان به احترام قیصر روم، آگوستوس شهر را سباستیا نامید. در زمان حکومت تئودئوس یکم سباستیا درمحدودهٔ سرزمین ارمنستان کبیر قرار داشت و یکی از شهرهای مهم آن به‌شمار می‌رفت.
براساس روایتی تاریخی، در اواخر قرن سوم میلادی، پس از پذیرش مسیحیت از سوی تیرداد سوم ارمنستان، گریگور روشنگر به منظور انجام برخی مراسم دینی به سباستیا رفت و در شمال شهر کلیسایی بنا نهاد که بعدها به سورپ گریگور شهرت یافت.
این شهر در زمان امپراتوری بیزانس در حوزهٔ تقسیمات مختلفی قرار گرفت و بارها دستخوش تغییر و تحول شد. سرانجام ژوستینین یکم در ۵۳۶م، با ایجاد تقسیماتی نوین آن را مرکز ارمنستان کوچک یا صغیر قرار داد.
با آغاز قرن دهم میلادی تعداد کلیساهای ارمنیان در این شهر، که روحانیان درجه بالایی در آن‌ها حضور داشتند، به تدریج افزایش یافت و تقریباً نیمی از جمعیت سباستیا را ارمنیان تشکیل می‌دادند.
در نیمهٔ نخست قرن یازدهم میلادی، سنه کریم، پادشاهی از خاندان ارمنی آردزرونی، که حکومت نواحی وسیعی از واسپوراکان را در دست داشت، پس از حملات سلجوقیان مجبور به عقب‌نشینی شد. وی که توان مقابله با سپاهیان سلجوقی را نداشت و امید خود برای حفظ قلمرواش را از دست داده بود، به منظور صیانت از تاج و تخت پادشاهی و خاندانش راه حلی پیدا کرد. او نامه‌ای به واسیلی دوم، حاکم یونانی، نوشت و به او پیشنهاد حکومت واسپوراکان را داد و در عوض از او خواست تا مالکیت سباستیا و نواحی اطراف آن را، که در این زمان تحت سلطهٔ وی بود، به او واگذارد. واسیلی با این پیشنهاد موافقت کرد و سنه کریم، پس از امضای پیمانی که طی آن مالکیت ده شهر، ۴٬۴۰۰ روستا و ۷۵ قلعه به او واگذار کرده بود، مقر حکومت خود را به سوی سباستیا ترک کرد.
سنه کریم به همراه اعضای خانواده اش در سباستیا اقامت گزید و به هریک از اُمرای خویش حکومت ناحیه‌ای را، در اطراف آن شهر، واگذار کرد. او درسباستیا کلیسایی به نام سورپ نشان بنا نهاد و به اُمرای خود دستور داد تا هر یک در ناحیهٔ خود کلیسایی احداث کنند و ساختمان‌های متعدد دیگری نیز در سباستیا ساخت که معماری آن‌ها بی‌نظیر بود. در میان این بناها دِیر سورپ نشان، که تاریخ بنای آن به قرن دوازدهم میلادی بازمی‌گردد، از اهمیت خاصی در معماری بناهای این شهر برخوردار است.
تا قبل از جنگ جهانی اول این دِیر مخزن نگهداری نسخه‌های خطی ارمنی بود و ظاهراً کتابخانه‌ای غنی با حداقل ۲۸۳ نسخهٔ خطی داشت که در حال حاضر شماری از آن‌ها در برخی از موزه‌های مهم دنیا نگهداری می‌شوند.
سنه کریم شش سال در سباستیا در آرامش حکومت کرد و پس از او داویت، فرزند ارشدش، حکومت را در دست گرفت اما پس از ده سال درگذشت و حکومت به برادرش، آتُم، رسید. او برادر دیگرش، آبوساهل، را در حکومت شریک ساخت. آتُم پادشاهی نیکو و عادل بود و در طی دوران حکومتش مردم سباستیا در رفاه و آسایش بسر می‌بردند. آتُم برای آبادانی سباستیا دست به کارهای فراوانی زد و برای تأمین مواد غذایی مورد نیاز مردم شهر دستور داد تا در مراتع اطراف آن زمین‌های زراعی به وجود آورند. به این ترتیب، سباستیا به شهری زیبا و پررونق تبدیل شد.
عظمت و شکوه سباستیا سبب شد تا پادشاه حکومت یونانی وقت میکائیل سوم به آتُم بدگمان شود و برای جلوگیری از توسعهٔ قدرت او سپاهی پانزده هزار نفری به سباستیا گسیل دارد. جنگ سختی درگرفت که در پایان آن پیروزی ازآن سپاه یونانی بود. آتُم و برادرش اسیر شده و به نزد میکائیل برده شدند. در دربار میکائیل، با سیاست و درایت سردار کهنسال ارمنی، شابوح، که پیمان واگذاری سباستیا به دست واسیلی، پادشاه پیشین، را به همراه داشت مسائل حل و فصل شد و میکائیل رسماً حکومت آتُم را در سباستیا به رسمیت شناخت.
تاریخ دقیق مرگ آتُم و برادرش معلوم نیست اما با توجه به حوادث بعدی باید در اواخر قرن یازدهم بوده باشد. با مرگ آن‌ها یکی از امرای خاندان آردزرونی قدرت را در سباستیا در دست گرفت. وی، که در منابع ارمنی به دانیشمان شهرت دارد، در اوایل قرن دوازدهم میلادی عنوان رسمی امارت را در سباستیا از سلجوقیان دریافت کرد و در مدت زمانی کوتاه موفق شد یونانی‌ها را وادار به خروج از سباستیا و مناطق اطراف آن کند. پس از مرگ او بین دوازده فرزندش، بر سر تصاحب قدرت، اختلاف به وجود آمد و از این پس تا اوایل قرن سیزدهم میلادی حکومت سباستیا دستخوش تحولاتی فراوان شد و به سیواس تغییر نام داد.
در ۱۲۰۴م، تاتارها به آسیای صغیر راه یافتند و سیواس را، که در آن زمان امیرنشینی کوچک بود، تصاحب کردند. تقریباً تا اواخر قرن چهاردهم میلادی تسلط تاتارها بر سیواس ادامه داشت و در تمام این مدت این شهر یکی از امیرنشین‌های حکومت آن‌ها محسوب می‌شد. از آثار تاریخی این دوره می‌توان به کلیسای سورپ آناپات اشاره کرد.
در اواخر قرن چهاردهم و آستانهٔ قرن پانزدهم میلادی، سیواس شاهد حملهٔ تیمور لنگ بود. او در ادامهٔ فتوحاتش، در ۱۴۰۵م، به همراه سپاهی عظیم به سوی سیواس حرکت کرد. امیر شهر تمام قوای خود را برای مقابله با سپاهیان تیمور به کار گرفت اما پس از هجده روز محاصره تیمور و لشگریانش وارد شهر شدند. بر اساس منابع تاریخی ارمنی ورود تیمور به سیواس با کشتاری وسیع همراه بود. او چهار هزار سرباز را زنده به گور کرد و کودکان و زنان را در دشتی با دست‌های بسته به روی زمین خواباند و به سوارانش دستور داد تا از روی آن‌ها رد شوند. بعدها این ناحیه به زمین‌های سیاه معروف و به یکی از قبرستان‌های ارمنیان سیواس تبدیل شد.
تقریباً از آستانهٔ قرن پانزدهم میلادی سیواس شاهد ورود ترکان عثمانی بود و جزو قلمرو امپراتوری مذکور قرار گرفت. این شهر در آغاز قرن هفدهم میلادی خاستگاه مکتب دینی نوینی شد. آغاز این قرن با ورود مبلغان کاتولیک مذهب به سیواس همراه بود و این امر سبب گرایش بسیاری از ارمنیان سیواس به مذهب کاتولیک شد.
تقریباً از اواسط قرن هفدهم میلادی به بعد اطلاعات بسیار اندکی در مورد ساکنان ارمنی سیواس در منابع تاریخی وجود دارد. آنچه مسلم است در این قرن ارمنیان ساکن این ناحیه هنوز بسیاری از مراکز دینی، دِیرها و کلیساهای مخصوص به خود را حفظ کرده بودند و ارمنیان کاتولیک و پروتستان نیز کلیساهای مخصوص به خود داشتند.
در سیواس، روستاهای فراوانی وجود داشت و برخی متون تاریخی نزدیک به ۴۶ روستای ارمنی‌نشین را به ثبت رسانده‌اند که از میان آن‌ها می‌توان به روستای ارمنی‌نشین برگنیک، زادگاه شاعر بزرگ ارمنی، دانیل واروژان، اشاره کرد. این روستا در اواخر قرن هجدهم میلادی به وجود آمد و اکثر ساکنان آن ارمنیان کاتولیک مذهب بودند.
کاپیتان برنابی در قسمتی از یادداشت‌های خود در کتابی تحت عنوان سوار بر اسب از طریق آسیای صغیر، در ۱۸۷۷م، می‌نویسد:
<<در سیواس در خانه‌ای تمیز و زیبا که به یک خانوادهٔ ارمنی تعلق داشت اقامت گزیدم.
بازرگانان این شهر بیشتر ارمنی اند و بر نوسانات قیمت کالاها کاملاً آگاه هستند. آن‌ها از قدرت خرید بسیار بالایی برخوردارند و توان خرید و اندوختن مقادیر زیادی طلا را دارا هستند.>>
دربخشی از متن کتابی، از مشاهدات یکی از سیاحان، مطالب جالبی در مورد آداب غذا خوردن ارمنیان این ناحیه آورده شده:
<<خانواده‌های ارمنی با هم و دور یک میز گرد کوچک غذا می‌خورند. برای هر فرد یک قاشق چوبی و یک تکه نان قرارداده می‌شود. غذای اصلی در یک ظرف بزرگ، در وسط میز، قرار می‌گیرد. ظرف مذکور مشترک بوده و همهٔ اعضای خانواده از آن غذا می‌خورند. اگر غذاها متنوع باشند، ظرف‌ها به ترتیب بعد از پایان هر غذا بر روی میز قرار می‌گیرند. همیشه آخرین غذا برنجی پخته شده‌است که آن را پلاف می‌نامند. در کنار میز تنوری قرار دارد که به صورت حفرهای در زمین است و حرارت آن با زغال تأمین می‌شود. آن‌ها شیرینی‌هایی را که خود می‌پزند در آن تنور نگه می‌دارند تا گرم بماند و در پایان غذای روزانهٔ خود از آن شیرینی‌ها نیز می‌خورند>>.
مسلماً جملگی این مطالب و یادداشت‌هایی از این دست در ثبت بخش‌هایی از حیات ارمنیان سیواس از اهمیت ویژهای برخوردار است و منبعی مهم برای روشن شدن بخش‌هایی از زندگی ارمنیان این ناحیه، به ویژه، درطی قرن نوزدهم میلادی محسوب می‌شود.
- شهر یا ولایت دیاربکر[۶۹]

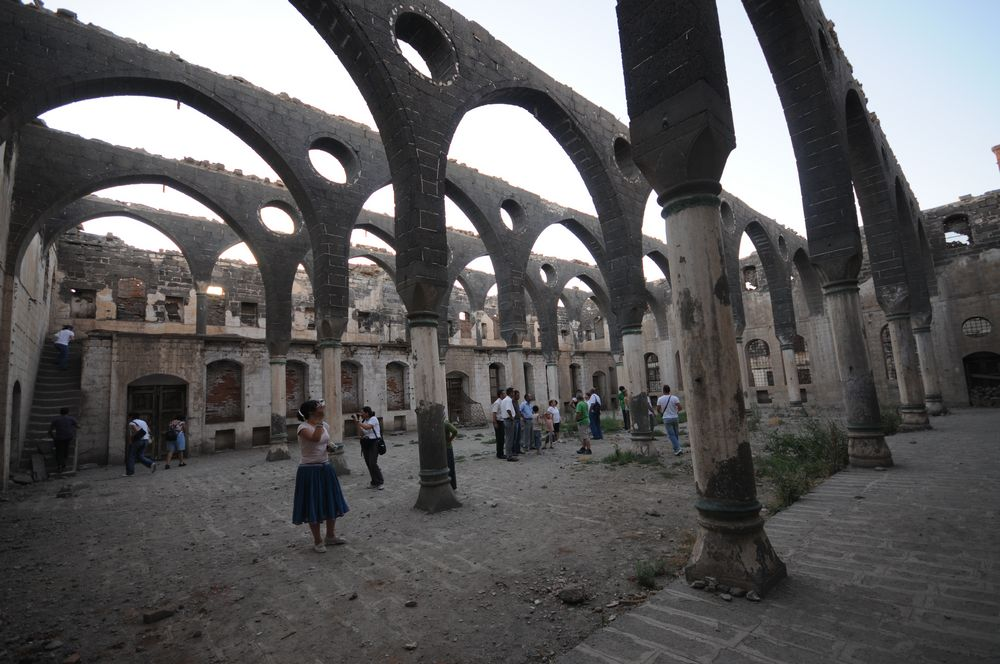
کلیسای ارمنی گیراگوس مقدس در دیاربکر متعلق به قرن پانزدهم میلادی

بر طبق یکی از این نظریه‌ها و برخی متون ارمنی شهر آمید (کارا - آمید) که از قرن هفتم میلادی به دیاربکر معروف بوده، به منزلهٔ تیگراناکرت معرفی شده.
لیکن، بر پایهٔ آخرین تحقیقات و نظریه‌ها احتمالاً محل شهر باستانی تیگراناکرت در شرق دیاربکر و در نزدیکی شهر سیلوان ترکیهٔ کنونی قرار داشته. آنچه مسلم است در متون ارمنی سدهٔ نوزدهم همواره نام تیگراناکرت برای شهر دیاربکر به کار رفته و ساکنان ارمنی این شهر خود را تیگراناکرتسی یعنی (اهل تیگراناکرت) می‌نامیدند.
این شهر از موقعیت جغرافیایی مطلوبی برخوردار بود و دشت‌های حاصلخیز مجاور آن سهم فراوانی در آبادانی آن داشتند. نیز، به سبب قرار گرفتن در مسیر عبور و مرور کاروان‌ها در طی قرن نوزدهم میلادی محلی برای رفت‌وآمد اقوام مختلف و ارتباط آن‌ها محسوب می‌شد و به تبع آن شهری تجاری نیز بود.

## فهرست منابع
- هراند پاسدرماجیان. تاریخ ارمنستان. تهران: انتشارات زرین، ۱۳۷۷. شابک ‎۹۶۴-۴۰۷-۰۱۳-۵.
- تاریخ ارمنستان، نویسنده:پروفسور عباس مهرین، تهران:موسسه مطبوعاتی عطائی، ۱۳۴۷
- ارمنی‌ها، نویسنده:سرارپی در نرسسیان، مترجم: رقیه بهزادی، ناشر: طهوری، ۱۳۹۰. شابک :۱-۱۲-۵۹۱۱-۶۰۰-۹۷۸
- کتاب اقدام شرم آور، نویسنده:تانر آکچام، مترجم:بابک واحدی و محسن قائم مقامی
- کتاب ارامنه در جنگ جهانی اول، نویسنده:رضا دهقانی، تهران:سازمان انتشارات پژوهشگاه فرهنگ و اندیشه اسلامی، ۱۳۹۳ شابک:۸-۲۷۸-۱۰۸-۶۰۰-۹۷۸
- احمد نوری‌زاده، تاریخ و فرهنگ ارمنستان از آغاز تا امروز، چاپ سوم، تهران، ۱۳۸۹ شابک:۹۶۴-۳۶۲-۲۲۰-۷
- ساختار اقتصادی شهرهای ارمنستان غربی و وضعیت ساکنان ارمنی آن (۱۸۰۰-۱۸۷۰م)، نویسنده: آرپی مانوکیان، فصلنامه فرهنگی پیمان - شماره ۶۳ - سال هفدهم - بهار ۱۳۹۲
- ساکنان ارمنی سیواس، نویسنده: آرپی مانوکیان، فصلنامه فرهنگی پیمان - شماره ۵۵ - سال پانزدهم - بهار ۱۳۹۰
- جمعیت ارمنیان در آناتولی شرقی از ۱۸۷۸ تا ۱۹۱۵م،نویسنده:پروفسور آتا آتون
- تاریخ شش ولایت ارمنی در ترکیه
- مهاجرت کردان به ارمنستان، نویسنده:پروفسور آدونتس نیکوغایوس
- تاریخ میراث فرهنگی و شهرهای ارمنی در ترکیه امروزی
- هارولد باکستن، سفرها و سیاست‌ها در ارمنستان، چاپ ۱۹۱۴ لندن
- پل روهرباخ در توران و ارمنستان،(روزنامه‌نگار و نویسنده آلمانی متولد در ۱۸۶۹-نوشته‌های او دربارهٔ سیاست جهانی و جغرافیاست) از قفقاز تا دریای مدیترانه چاپ ۱۹۰۳ لایپزیک
- صلاح الدین به ی، عثمانی در نمایشگاه جهانی ۱۸۶۷، چاپ ۱۸۶۷ پاریس
- افول اقتدار عثمانیان، نویسنده:محمد صلاح الدین بیگ - مترجم:اصغر دلبری پور، ناشر :ضریح
- THE TREATMENT OF ARMENIANS IN THE OTTOMAN EMPIRE
- Louis Eugène Jakmin: armenians and the treaties 1887/ رولن ژاکمین ارمنستان، ارامنه و معاهدات، مجله حقوق بین‌المللی و قانونگذاری تطبیقی چاپ ۱۸۸۷ بروکسل
- جمعیت ارمنیان در دولت عثمانی ویکی‌پدیا انگلیسی